# La Suze-sur-Sarthe
 La Suze-sur-Sarthe  ist eine französische Gemeinde mit 4.628 Einwohnern (Stand 1. Januar 2022) im Département Sarthe in der Region Pays de la Loire. Sie gehört zum Arrondissement La Flèche und zum Kanton La Suze-sur-Sarthe.

## Geographie
Die Stadt La Suze-sur-Sarthe liegt etwa 13 Kilometer südwestlich von Le Mans an der Sarthe. An der südöstlichen Gemeindegrenze verläuft ihr Zufluss Fessard. Nachbargemeinden von La Suze-sur-Sarthe sind Fercé-sur-Sarthe, Chemiré-le-Gaudin, Roëzé-sur-Sarthe, Cérans-Foulletourte, Mézeray und Saint-Jean-du-Bois.
Der Ort hat einen Bahnhalt an der Bahnstrecke Le Mans–Angers.

## Bevölkerungsentwicklung

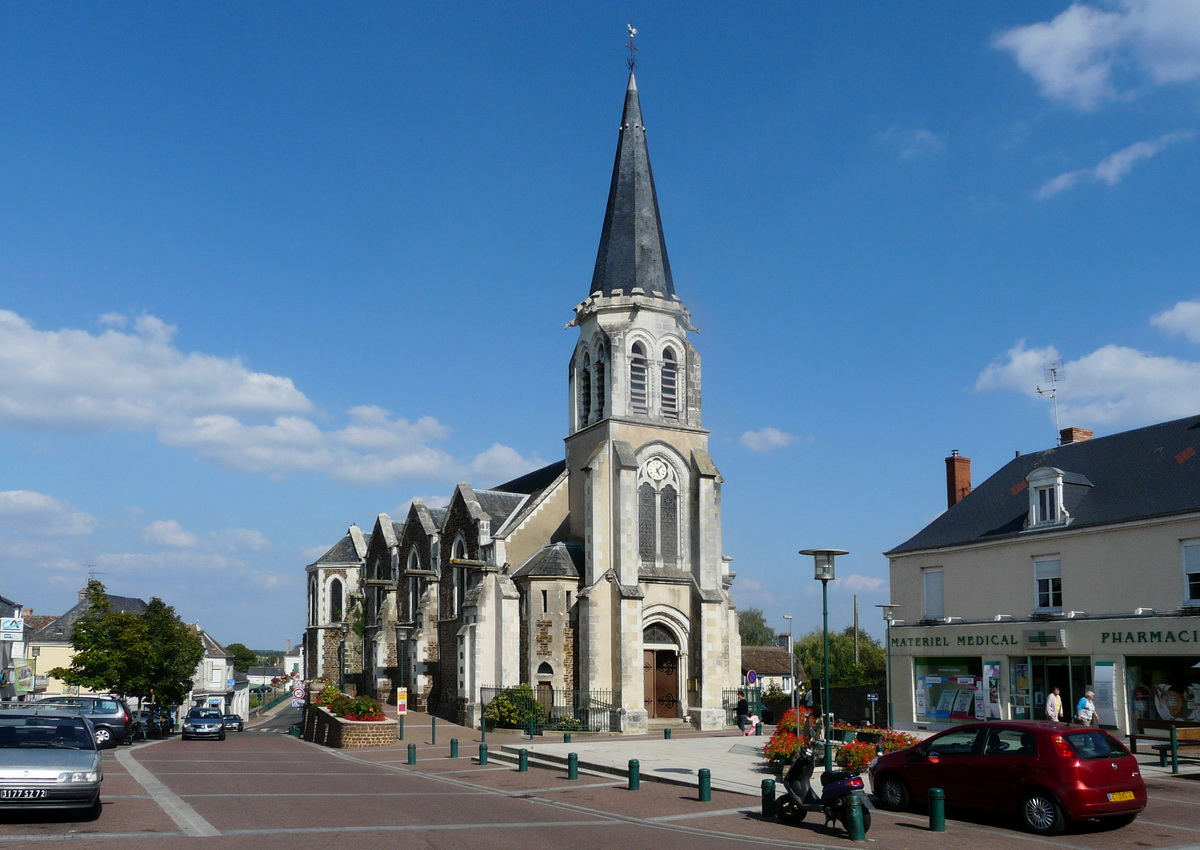
Kirche Saint-Julien-de-Brioude

| Jahr      | 1962 | 1968 | 1975 | 1982 | 1990 | 1999 | 2007 | 2012 | 2018 |
| Einwohner | 2410 | 2807 | 3602 | 3685 | 3614 | 3597 | 3999 | 4379 | 4473 |

## Persönlichkeiten
- Beatrix de Roucy, Dame de la Suze, † 1328 (Haus Pierrepont)
- Pierre de Craon, genannt de la Suze, † 1376, ihr Sohn (Haus Craon)
- Jean de Craon, Seigneur de la Suze, † 1432, dessen Sohn
- Marie de Craon, dessen Tochter
- René de Rais, Seigneur de la Suze, deren Sohn, Bruder von Gilles de Rais (Haus Montmorency)
- Guillaume Fillastre (1348–1428), Kardinal
- Baudouin de Champagne, Baron de la Suze-en-Maine, † 1560
- Die Familie Chamillart, Marquis de la Suze
- Bernard Sesboüé (1929–2021), Jesuit